# Albert Westerhof
Albert Gerhardus Hendrik Westerhof (21 december 1987) is een topjudoka, een Deaflympisch kampioen en trainer van judoclub Grootegast. Hij werkt als trainer voor zijn judoclub in Sebaldeburen. Hij nam driemaal deel aan de Deaflympische Spelen en won tweemaal goud en een brons.

## Judo
Door zijn zus begon hij als 7-jarige met judo bij club Grootegast. Zijn trainer Wietse Swart is docent lichamelijke opvoeding bij Kentalis en is een judoleraar bij club Grootegast. Hij ontdekte dat Albert talent in Judo had. Hij heeft hem getraind voor wedstrijden. In 2007 deed Albert mee aan eerste Europese judowedstrijd voor Doven. Daarop won hij voor het eerst als Europees Kampioen. 2 jaar later maakte hij zijn debuut op de Deaflympische Spelen in Taipei. Daarop werd hij Deaflympische kampioen Judo in de gewichtsklasse -66. Bij volgende Deaflympische Spelen in Sofia had hij slechts de 5e plaats bereikt door zijn tegenslagen. Op volgende Europese judowedstrijd voor Doven won hij brons na een herkansing. Hij nam het besluit deel te nemen in de gewichtsklasse -60 kg in plaats van die van -66 kg, wegens de overmacht aan concurrenten uit Rusland. Tijdens Deaflympische spelen in Caxias do Sul  versloeg hij zijn tegenstander Aldibek uit Kazachstan. Daardoor werd hij weer Deaflympische kampioen.
Op 9 febrauri 2024 werd hij tot Ridder in de Orde van Oranje-Nassau benoemd. Op zijn verjaardag in 2024 werd hij gepromoveerd tot de 4e Dan. Op 29 december 2024 werd hij benoemd tot erelid van KNDSB.

## Titels
- Wereldkampioen judo -66 kg klasse - 2012,2016
- Europees kampioen judo -66 kg klasse- 2007
- Europees kampioen judo -60 kg klasse - 2023

## Erelijst

### Deaflympische spelen
- -66 kg - 2009
- 5e -66 kg - 2013
- -66 kg - 2017
- -60 kg - 2022

### Wereldkampioen Judo
- -66 kg 2008
- -66 kg 2012
- -66 kg 2016
- -66 kg 2021

### Europese Judowedstrijden voor Doven
- -66 kg - 2007
- - 66 kg - 2015
- - 60 kg - 2023

## Onderscheidingen
- Ridder in de Orde van Oranje-Nassau.[4]
- Erelid van KNDSB